# Jan mladší Skrbenský z Hříště
Jan mladší Skrbenský z Hříště též Hanuš (23. srpna 1585 Velké Kunčice – 5. března 1665 Šenov) byl šlechtic rytířského stavu z rodu Skrbenských z Hříště.

## Život
Narodil se 23. srpna 1585 (spolu se svým dvojčetem Václavem Slaviborem) jako syn Jaroslava Skrbenského z Hříště a jeho první manželky Anny Morkovské ze Zástřizle. V roce 1608 se oženil s Juditou Bruntálskou z Vrbna. K roku 1619 vlastnil na Těšínsku vsi Šenov, Řepiště a Bartovice s celkem 163 osedlými. Dne 25. listopadu 1658 jej císař Leopold I. spolu s potomky povýšil do starého českého panského stavu. Zastával funkci zemského maršálka knížectví těšínského. Zemřel 5. března 1665 na zámku v Šenově a byl pohřben 23. června 1665 v kostele v Šenově. Po jeho smrti si 18. února 1666 rozdělili dědictví jeho synové tak, že Jan Jaroslav Skrbenský z Hříště dostal Bartultovice, Kryštof Bernard Skrbenský z Hříště Hošťálkovy a Karel Jetřich Skrbenský z Hříště Šenov.

## Potomci
- Albrecht Václav Skrbenský z Hříště (1609 – 1675)
- Jan Jaroslav Skrbenský z Hříště (1610 – 4. prosinec 1682)
- Hynek Ferdinand Skrbenský z Hříště (1613)
- Jiří Fridrich Skrbenský z Hříště (1614 – 1. červen 1690)
- Kryštof Bernard Skrbenský z Hříště (5. leden 1615 – 13. březen 1686)
- Maxmilián Skrbenský z Hříště (1616 – 1683)
- Anna Johana Skrbenská z Hříště (* 1617)
- Karel Jetřich Skrbenský z Hříště (1619 – 15. říjen 1692 Šenov)
- Rudolf Julius Skrbenský z Hříště (1620 – po 1684)
- Gottfried Skrbenský z Hříště (1621 – 1621)
- Judita Helena Skrbenská z Hříště (1626 – 1647)
- Julius Ferdinand Skrbenský z Hříště (1628 – 1668)
- Ladislav Lev Skrbenský z Hříště (1632 – 11. srpen 1633)
- Zuzana Sidonie Skrbenská z Hříště (* 13. leden 1634)
- Johana Kateřina Skrbenská z Hříště (* 14. duben 1635)